# Katholiekendagen
Katholiekendagen waren landelijke of provinciale bijeenkomsten waarop een actueel thema door verschillende sprekers van uit het katholiek standpunt werd belicht.
Vanaf 1919 zijn in Nederland katholiekendagen gehouden in Utrecht 1919, Nijmegen 1922, 's-Gravenhage 1925, Maastricht 1928, Amsterdam 1931, 's-Hertogenbosch 1934 en Utrecht. In 1952 is de organiserende commissie ontbonden.